# Princův ostrov
Princův ostrov (portugalsky Ilha do Príncipe) je ostrov v Guinejském zálivu, asi 215 km západně od afrického pobřeží a 150 km severovýchodně od ostrova Svatý Tomáš. Je součástí státu Svatý Tomáš a Princův ostrov. Na rozloze 136 km² žije přes 6 700 obyvatel. Je vulkanického původu a je obklopen dalšími menšími ostrovy Ilheu Bom Bom, Ilhéu Caroço, Tinhosa Grande a Tinhosa Pequena. Nejvyšší hora Pico de Príncipe je vysoká 948 m n. m. První expedice na vrchol vyhaslé sopky byla vypravena v roce 1929. Na ostrově je hustý tropický prales a nachází se zde Národní park Obo.
Původně neobydlený ostrov objevil 17. ledna 1472 Portugalec João de Santarém. Zpočátku ostrov nesl název Santo António nebo Antão a v roce 1502 byl pojmenován podle prince Afonse (1475–1491), následníka portugalského trůnu. Následně kolonizátoři s pomocí otroků začali na severu a v centru ostrova pěstovat cukrovou třtinu a později kakao. Ostrov se stal největším světovým vývozcem kakaa. Po získání nezávislosti byla značná část plantáží opět zalesněna. 29. května 1919 zde britský astrofyzik Arthur Eddington během zatmění Slunce experimentálně potvrdil Obecnou teorii relativity Alberta Einsteina.
Největší osadou je zde přístav Santo António při ústí řeky Palhota, kde žije asi 1 200 obyvatel. V letech 1753–1852 byla hlavním městem portugalské kolonie Svatý Tomáš a Princův ostrov. Je zde koloniální architektura a římskokatolický kostel z roku 1947. Partnerským městem je portugalské Faro.